# Ewiger Pfennig

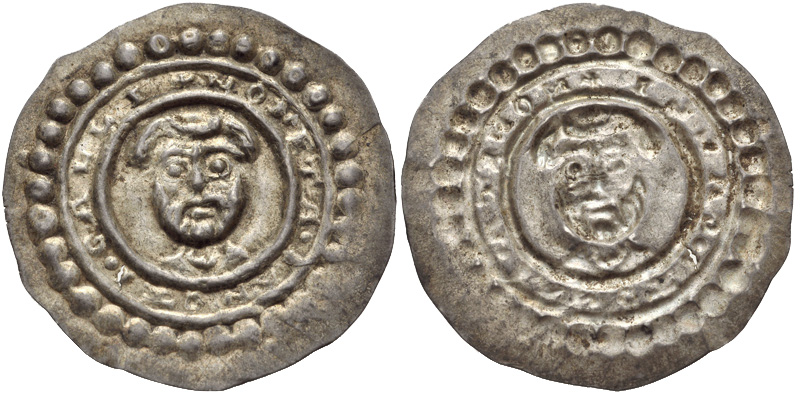
Schweiz, St. Gallen (Abtei), Ulrich IV. (1167–1199), Ewiger Pfennig (Runder Pfennig), Kopf des Heiligen Gallus, Durchmesser 23 mm, Gewicht 0,47 g

Der sogenannte Ewige Pfennig, lat. denarius perpetuus, ist eine Pfennigmünze der regionalen Pfennigperiode (Brakteatenzeit), die bis in die spätmittelalterliche Groschenzeit geschlagen wurde. Der Münztyp ist größtenteils ein Hohlpfennig, der im Gegensatz zu Brakteaten, die regelmäßig gebührenpflichtig umgetauscht werden mussten, nicht der jährlichen Münzverrufung unterlag. Der Ewige Pfennig sollte im Interesse des ökonomisch erstarkenden Stadtbürgertums langfristig stabile Verhältnisse für Handel und Gewerbe schaffen.

## Münzgeschichte

### Verrufung, Erneuerung und Umtausch
Nach Ablauf eines Jahres mussten die Brakteatenpfennige gebührenpflichtig, zwölf alte gegen neun oder zehn neue, eingewechselt werden. Die alten wurden für ungültig erklärt (Verrufung) und durch Münzen mit neuen Münzbildern ersetzt. Der Überschuss sollte die Prägekosten decken und einen Gewinn erzielen. Ein Beispiel dafür, wie die Durchsetzung des Umtauschs erfolgen sollte, liefert das Freiberger Stadtrecht:
„Swenne die munzmeister nuwe pfennige uzwerfen, so sullen si di alden verbieten lazen. Die mugen dan noch gen vircehn Tage ane vare. Danach mugen si si brechen, wo si si vinden uf dem marcte.“
[Wenn die Münzmeister neue Pfennige auswerfen, so sollen sie die alten verbieten lassen. Die können dann noch im Umlauf bleiben vierzehn Tage ohne Gefahr. Danach können sie sie brechen, wo sie sie finden auf dem Markt.]
Der Pfennig galt nur da, wo er geschlagen wurde. Der Handel auf dem Markt war nur mit einheimischen Münzen erlaubt, deren Herstellungsort zumeist mit dem Marktort identisch ist. Wer aus einem anderen Währungsgebiet kam, um zu handeln, musste seine mitgebrachten Münzen mit Verlust in gängige eintauschen. Die Wechselgebühr entsprach zum Beispiel für das Eintauschen in Freiberger Pfennigen im meißnischen Währungsraum einer Vermögenssteuer von 25 %. Die Umtauschgebühr zählte dort zu den Einkünften des Münzmeisters.
Im Görlitzer Stadtbuch von 1305 war zu lesen, dass gegen ein zinsfreies Darlehen von 100 Mark Silber der markgräflich-brandenburgische Münzmeister Heinrich von Salza versprochen hatte, die Münzen auf den Wochenmärkten nicht mehr zu brechen (für den Handel unbrauchbar zu machen). Zur Einhaltung der Abmachung musste er jedoch gerichtlich gezwungen werden. Schließlich kaufte die Stadt Görlitz das Münzrecht dem Landesherren ab.
- Siehe auch: Sächsische Münzgeschichte#Brakteatenzeit

### Einführung des sogenannten Ewigen Pfennigs
Um stabile Verhältnisse für Handel und Gewerbe zu schaffen, waren hauptsächlich die Handelsstädte daran interessiert, die Münzprägung in die eigenen Hände zu nehmen, um den „Ewigen Pfennig“ zu prägen und damit die jährliche Münzverrufung und die territorial eingeschränkte Gültigkeit der Brakteatenpfennige verbunden mit Zwangsumtausch und Gebührenpflicht zu beseitigen, sowie die ständige Münzverschlechterung abzuschaffen.
Der häufige Geldmangel der Münzherren gab vielen Städten die Möglichkeit, die Münzstätten der Landesherren zu pachten und später durch Kauf zu erwerben. Beispiele dafür sind:
- 1179: Köln erhält für 1000 Mark Silber als Anleihe für Erzbischof Philipp die Münze als Pfand.
- 1272: Stade erwirbt käuflich das Münzrecht.
- 1291 bzw. 1354: Erfurt, eigene Münzprägung
- 1293: Hamburg pachtet die Münzstätte vom Grafen von Holstein, 1325 besitzt Hamburg das Münzrecht.
- 1293: Lüneburg erhält das Münzrecht.
- 1295: Konstanz erkauft sich das Münzrecht.
- 1296: Braunschweig erhält die Münzstätte als Pfand, 1412 als Eigentum.
- 1296: Straßburg, eigene Münzprägung, hier wurden als Ewige Pfennige, die Vorläufer der Schüsselpfennige geprägt, z. B. die Lilienpfennige.
- 1325: Stralsund und Rostock erhalten das Münzrecht.
- 1332: Hannover erhält gemeinsam mit der Ritterschaft die Münze als Eigentum.
- 1369: In der Markgrafschaft Brandenburg zahlten mehrere Städte, darunter Berlin, Brandenburg und Stendal, eine einmalige Abfindung an den Markgrafen und erhielten dafür das Münzrecht für die Prägung des „Ewigen Pfennigs“.[11]
- 1373: Basel, eigene Münzprägung. Der neugewählte Bischof Johann von Vienne verpfändete der Stadt das Münzrecht um den Betrag von 4000 Gulden. Es wurden Hohlpfennige mit dem Baselstab als Münzbild ausgegeben.[12]

Nach der Übernahme der Münzstätten wurden in der Regel neue Münzen geprägt. Da keine umfassenden Regelungen zwischen den Städten und Ländern durchgeführt wurden, konnte die Münzverschlechterung jedoch nicht beseitigt werden.
Sogenannte Ewige Pfennige vom Typ Hohlpfennig, Durchmesser 19 bis 21 mm, Gewicht 0,32 bis 0,54 g zeigen die folgenden Bilder:

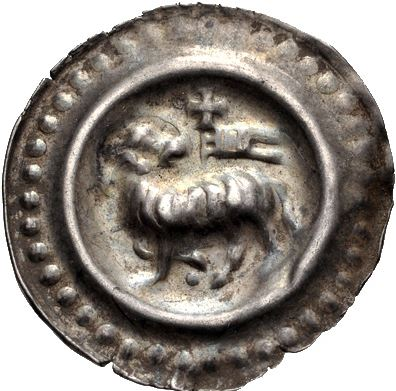
Schweiz, St. Gallen (Abtei), ab etwa 1273 geprägt
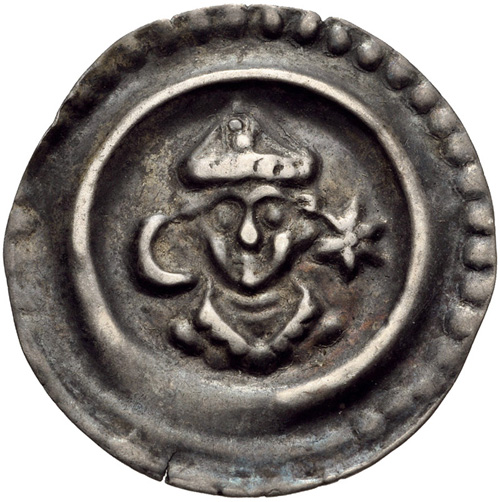
Konstanz (Bistum), Bischof Heinrich II. von Klingenberg (1293–1306)
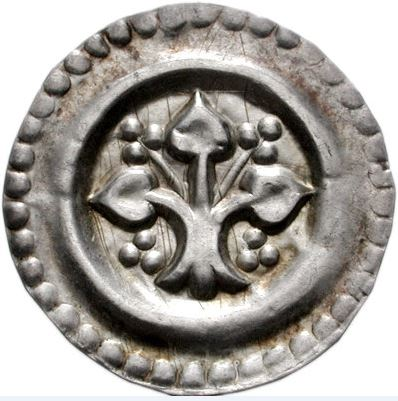
Lindau, königliche Münzstätte, 1295 bis 1335 geprägt
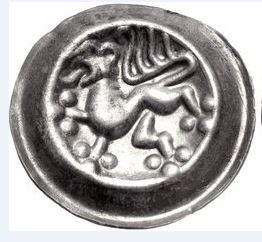
Braunschweig (Stadt), 1296 bis 1498 geprägt
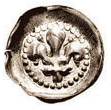
Straßburg, Lilienpfennig, Vorläufer des Schüsselpfennigs um 1400

#### Münzstätte Berlin
Die Gelegenheit zur Einführung des Ewigen Pfennigs war,

„[…] als hier nächst die Landschafft und Städte der Mittelmark den Churfürsten Otto 1369 die Münze für 6500 Mark Silber abkauften: so war diese Stadt, zum Berliner Münzister gehörig, auch unter diejenigen, die noch Pfennige und Scherfen zu schlagen berechtigt waren, und darüber vom Churfürsten einen Schutzbrief empfiengen. Bey dieser Münz-Gerechtigkeit wurde der sogenannte ewige Pfennig eingeführt […]. Es war vor 1369 bey dem Münzwesen in Gebrauch gewesen, daß, um den Verfall der Münze vorzubeugen, und dennoch die Kosten nebst einem ansehnlichen Überschuß zu erhalten, die Münzen jährlich erneuert wurden, und die geschlagenen Pfennige nur ein Jahr galten. Nach dessen Verlauf mußte man sie von dem Münzmeister gegen neu gemünzte einwechseln und gemeinlich den vierten Theil verlieren. […] und nun hörte 1369 die jährliche Erneuerung gänzlich auf. Ein Spandowscher Pfennig, […] war eine Hohlmünze, darauf eine Sturmhaube mit einem Kolben versehen, geschlagen war, welches einen Theil des Stadtwappens ausmachte.“

Markgraf Otto VIII. (1365–1373) überließ 1369 gegen eine einmalige Abfindung den Ständen in den Münzbezirken Stendal und Berlin die Prägung des sogenannten Ewigen Pfennigs. Jedoch bereits nach wenigen Jahren wurde die „auf ewig“ zugesicherte Münzprägung abgeschafft. Kaiser Karl IV. hatte dem Wittelsbacher Markgrafen die Mark Brandenburg 1373 abgekauft und das Münzwesen neu geordnet. Die von Fischbach genannte Hohlmünze mit Sturmhaube als Münzbild entspricht jedoch nicht dem beidseitig geprägten Denar mit dem Berliner Bär, der statt dieser Hohlmünze als sogenannter Ewiger Pfennig bekannt ist. In jüngerer Literatur wird allerdings nicht ausgeschlossen, dass der Helmpfennig der Berliner „Ewige Pfennig“ sein kann.